# Henry Pelham

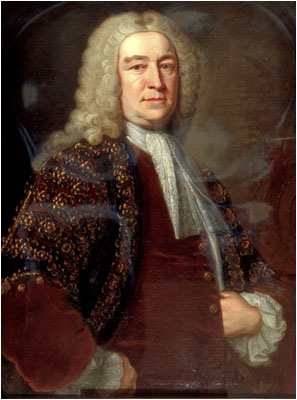
Henry Pelham

Henry Pelham (* 25. September 1694 in Laughton, Sussex; † 6. März 1754 in London) war Premierminister von Großbritannien vom 27. August 1743 bis zu seinem Tode.

## Familie
Henry Pelham war ein Sohn von Thomas Pelhams, 1. Baron Pelham (of Laughton) und der jüngere Bruder von Thomas Pelham-Holles, 1. Duke of Newcastle-upon-Tyne. Henry Pelhams Mutter Lady Grace Holles († 1700), Tochter des Gilbert Holles, 3. Earl of Clare war die Schwester des John Holles, 1. Duke of Newcastle-upon-Tyne.
Pelham heiratete 1726 Lady Catherine Manners (1711–1780), Tochter des John Manners, 2. Duke of Rutland, mit der er vier Töchter hatte:
- Catherine Pelham (1727–1760), Erbin von Newcastle ⚭ 1744 Henry Clinton, 9. Earl of Lincoln, 1768 2. Duke of Newcastle-under-Lyne;
- Grace Pelham (1728–1777) ⚭ 1752 Lewis Watson, 1. Baron Sondes (of Lees Court);
- Frances Pelham (1728–1824), unverheiratet.
- Mary Pelham (* 1739), unverheiratet.

## Karriere
Er besuchte die Westminster School und studierte am Hart Hall College der Universität Oxford. Anlässlich des Jakobitenaufstandes von 1715 trat er am 22. Juli 1715 als Captain in James Dormer's Regiment of Dragoons in die British Army ein und kämpfte im November 1715 in der Schlacht von Preston.
Er wurde erstmals 1717 als Whig-Abgeordneter für das Borough Seaford in Sussex ins britische House of Commons gewählt. Er hatte dieses Mandat bis 1722 inne und war danach von 1722 bis zu seinem Tod Abgeordneter für das County Sussex.
Durch den Einfluss seiner Familie und die Empfehlung Robert Walpoles wurde er 1721 zum Sekretär in der Schatzverwaltung. 1724 kam er in das Kriegsministerium, tauschte dieses Amt jedoch 1730 gegen den Posten eines Heereszahlmeisters ein. 1743 wurde Pelham zum Premierminister berufen, zugleich versah er den Posten des Schatzkanzlers (Chancellor of the Exchequer). Dennoch war die wichtigste Figur im Kabinett sein Bruder Thomas Pelham-Holles. Seit 1725 war er Mitglied des Privy Council.
Pelham blieb im Österreichischen Erbfolgekrieg mit mittelmäßigen Erfolgen und zeigte Schwächen in der Kriegsführung. König Georg II. wollte 1746 Lord Bath an der Stelle des Premierministers sehen, doch gegen den Widerstand der beiden Pelham-Brüder konnte sich der König nicht durchsetzen. Pelham blieb Premierminister bis zum Tod, ihm folgte sein Bruder.
Pelham galt als Mann mit einer starken Persönlichkeit, moderatem Selbstbewusstsein und hohen Ansprüchen an die Eigenschaften eines Staatsmanns. Der von ihm dem britischen Unterhaus entgegengebrachten Respekt führte zu einer gegenseitigen Anerkennung. Seine Finanzpolitik war in der Regierungszeit erfolgreich. Die Belastungen des Staatshaushaltes konnten gesenkt werden.